# Pseudapocryptes
Pseudapocryptes je  rod riba iz porodice Gobiidae. Pripada mu dvije vrste slatkih i bočatih voda u muljevitim ravnicama estuarija i plimnim zonama rijeka. Raširene su obalama Indijskog oceana i obala Tihog oceana od Indije do Tahitija. Udišu zrak.

## Vrste
1. Pseudapocryptes borneensis (Bleeker, 1855)
2. Pseudapocryptes elongatus (Cuvier, 1816)